# Otto Leichtenstern

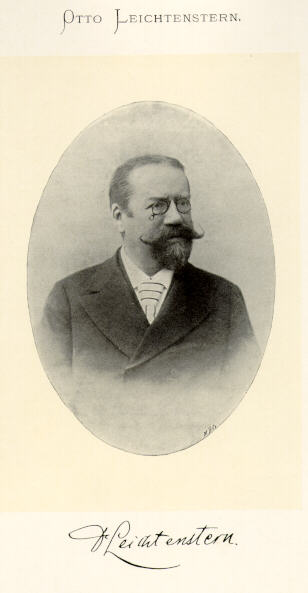
Otto Leichtenstern

Otto Michael Ludwig Leichtenstern (* 14. Oktober 1845 in Ingolstadt; † 23. Februar 1900 in Köln) war ein deutscher Internist.

## Leben
Otto Leichtenstern wurde 1845 in Ingolstadt geboren als Sohn des Hauptmanns Ludwig Leichtenstern († 21. August 1866 in Rosenberg), zuletzt Oberstleutnant der Kommandantschaft der Festung Rosenberg und seiner Ehefrau Franziska (Fanny) geborene Seeholzer.
Sein Bruder war Karl Leichtenstern (* 29. August 1847), Generalmajor, 1899–1901 Kommandeur der 10. Königlich Bayerische Infanterie-Brigade.
Otto Leichternstern trat 1856 in die Lateinische Schule seiner Heimatstadt Ingolstadt ein, studierte danach in Würzburg und München und wurde 1869 in München promoviert. Danach war er 1869 bis 1871 Assistenzarzt Karl von Pfeufer und Joseph von Lindwurm in München.
1871 wurde Leichtenstern zunächst provisorischer Leiter der medizinischen Klinik in Tübingen und nach dem Tod seines Vorgängers Felix von Niemeyer (1820–1871) Leiter der Klinik. Hier wurde er im selben Jahr habilitiert. Seit 1875 war er Professor e. o. (Extraordinarius) in Tübingen; 1879 wechselte er als dirigierender Oberarzt der medizinischen Abteilung an das Bürgerhospital (Augusta-Krankenhaus) nach Köln. Hier wirkte und publizierte er bis zu seinem Tod im Jahr 1900. Begraben wurde er auf dem Kölner Friedhof Melaten. Die Grabstätte existiert nicht mehr.
Sein Nachlass befindet sich im Historischen Archiv der Stadt Köln.

## Schaffen
Nach Leichtenstern sind einige medizinische Eponyme benannt. Das Leichtenstern-Zeichen ist ein indirektes klinisches Zeichen für eine Meningitis. Das Leichtenstern-Syndrom ist eine Kombination aus perniziöser Anämie und Tabes dorsalis. Die Strümpell-Leichtenstern-Enzephalitis ist eine akute Enzephalitis mit Nekrosen, Blutungen und Demyelinisierung.
In Köln-Lindenthal trägt die Leichtensternstraße gegenüber der Universitätsklinik seinen Namen.